# مشروع ستارغيت
كان مشروع ستارغيت الاسم الرمزي الذي استخدم في عام 1991 لوصف الوحدة السرية التابعة للجيش الأمريكي والتي تأسست عام 1978 في فورت ميد بولاية ماريلاند من قبل وكالة الاستخبارات الدفاعية ومعهد ستانفورد للأبحاث للتحقيق من امكانية استغلال «ظاهرة الوسطاء» في العمليات الاستخباراتية وقوات الجيش.
أطلق على هذا المشروع والمشاريع المشتقة عنه أسماء رمزية مختلفة (سنترلين وغريل فليم وغوندولا ويش وسكانيت وسن ستريك) وبقيت هكذا حتى تم دمجها وإعادة صياغتها باسم «مشروع ستارغيت».
نظام عمل مشروع ستارغيت يقوم بشكل أساسي على المشاهدة عن بعد، كما يدّعون أنهم قادرون على رؤية الأحداث والمواقع ويستطيعون الحصول على المعلومات من مسافات بعيدة. أشرف الملازم فريدريك هولمز «سكيب» أتواتر على المشروع، وهو باحث نفسي ومساعد للجنرال ألبرت ستوبلبين كما أصبح لاحقاً رئيساً لمعهد مونرو. كانت هذه الوحدة تضم 15-20 فرداً فقط.
أنهي مشروع ستارغيت في عام 1995، وأصبح متاحاً للعامة. أتى ذلك بعد أن أشارت تقارير أجرتها المعاهد البحثية الأمريكية أنه لم يكن مفيداً في أية عملية استخباراتية. تم الحديث عن المشروع – بالرغم من عدم ذكر اسمه أبداً- في كتاب نشر في 2004 وفيلم عرض في 2009 وحمل كلاهما نفس الاسم «الرجال الذين يحدقون بالماعز».

## معلومات أساسية
كانت معلومات الأبحاث التي تتعلق «بظاهرة الوسطاء» والتي أجرتها الولايات المتحدة في بعض الدول الأجنبية سيئة، حيث اعتمدت في كثير من الأحيان على بعض الإشاعات أو الأفكار المأخوذة من تقارير قديمة، بالإضافة للمصادر السوفييتية التي كانت مضللة وغير موثوق بها.
قررت وكالة المخابرات المركزية ووكالة الاستخبارات الدفاعية بعد ذلك أن عليهما التحقيق والبحث للحصول على أكبر قدر ممكن من المعلومات عن «ظاهرة الوسطاء»، بالتالي تمت الموافقة بشكل سنوي على البرامج المختلفة وتمويلها وفقاً لذلك، وتم تقييم العمل من قبل مجلس الشيوخ ولجنة معنية بالموضوع بشكل نصف سنوي، حيث تمت مراجعة النتائج ومحاولة المشاهدة عن بعد بشكل سري بعيداً عن «المشاهد» حيث كان يعتقد أنه إذا ما تم عرض النتائج على «المشاهد» وكانت خاطئة فإن هذا سيتسبب بزعزعة ثقته العسكرية والمحلية. تم الاحتفاظ بالسرية التامة وهذا ما أدى لندرة وجود ردود الفعل على نتائج التجارب.
يحاول العرض استشعار معلومات غير معروفة عن الأماكن أو الأحداث عن بعد، يتم اجراؤه عادة للكشف عن الأحداث الجارية حالياً، ولكن عندما يتعلق الأمر بتطبيقات الاستخبارات العسكرية والمحلية فقد ادعى المشاهدون أنهم أدركوا أشياء ستحدث في المستقبل!

## تاريخياً

### السبعينيات
اعتقدت مصادر مخابرات الولايات المتحدة في عام 1970 أن الاتحاد السوفييتي كان ينفق على الأبحاث التي تخص «الوسطاء» مبلغ 60 مليون روبل سنوياً، وكانت الأبحاث تحقق نتائجاً إيجابية مما جعل المخابرات المركزية الأمريكية تبدأ بتمويل برنامج جديد يعرف باسم «سكانيت» في نفس العام كردة فعل على البرنامج السوفييتي.
بدأ البحث عن بعد في معهد ستانفورد للأبحاث في مينلو بارك في كاليفورنيا في عام 1972، وقال راسل تارغ وهارولد بوثوف واللذين كانا من أكبر المؤيدين للبحث أن الحد الأدنى لمعدل الدقة الذي يطلبه العملاء والبالغ 65% قد تم تحقيقه وتجاوزه في التجارب اللاحقة. بدأ الفيزيائيان راسل تارغ وهارولد بوثوف في عام 1972 باختبارات الوسطاء بالإضافة للإسرائيلي أوري جيلر والذي أصبح شخصية مشهورة حول العالم لاحقاً.
نالت النتائج الناجحة للأبحاث اهتماماً داخل وزارة الدفاع الأمريكية، حيث طلب عالم النفس والكولونيل في سلاح الجو أوستن و.كيبلر (1930-2008) من راي هيمان أستاذ علم النفس بجامعة أوريغون الذهاب والتحقق منها، ولكن تقرير هيمان لم يكن مبشراً حيث بيّن أن جيلر كان «مخادعاً بشكل كامل»، مما أدى لفسخ عقد تارغ وبوثو للعمل مع الحكومة. قام تارغ وبوثوف بعد ذلك بعمل جولة دعاية بحثاً عن تمويل خاص لعمل المزيد من الأبحاث على جيلر.
أحد النجاحات المزعومة للمشروع كان في عام 1976 عندما اكتشفت روزماري سميث وهي مساعدة إدارية شابة عيّنها مدير المشروع ديل غراف موقع طائرة تجسس مختفية تابعة للاتحاد السوفييتي.
بدأ مساعد رئيس أركان الجيش لنظم استغلال أنظمة الاستخبارات في عام 1977 برنامج "غوندولا ويش" لتقييم تطبيقات الأعداء المحتملة عن بعد"، ثم قررت المخابرات العسكرية هذا المشروع في منتصف عام 1987 كعملية "غريل فليم" وكان مقره في المباني 2560 و2561 في فورت ميد.

### الثمانينيات
تم في أوائل 1979 دمج أبحاث معهد ستانفورد في مشروع غريل فليم ثم أعيد تصميمه في مشروع «انسكوم سينتر لين» في عام 1983. أعيد تصميم البرنامج تحت اسم «سن ستريك» بتمويل من مديرية الاستخبارات العلمية والتقنية وكان مقره مطار الدوحة الدولي.

### التسعينيات
تم نقل معظم عقود البرنامج في عام 1991 من معهد ستانفورد للأبحاث إلى الشركة العالمية للتطبيقات العلمية حيث امتلك إدوين ماي سيطرة على 70% من مخصصات المقاولات و85% من البيانات، وتم تغيير نظام الوصول ليصبح محدوداً، وأعطوا المشروع اسمه النهائي «ستارغيت».

### النهاية 1995
نص مشروع قانون مخصصات الدفاع في عام 1995 على نقل مقر عمل المشروع من مطار الدوحة الدولي إلى هيئة الاستخبارات المركزية، قبل أن يجدوا في تقارير المعاهد الأمريكية للأبحاث أن «المشاهدة عن بعد» لم تثبت فعاليتها ولم يتم استخدامها بشكل عملي، هذا ما أدى من وكالة المخابرات المركزية الأمريكية لإلغاء البرنامج وجعله متاحاً للعامة.
تم نقل المشروع إلى وكالة المخابرات المركزية في عام 1995، وتم إجراء تقييم للنتائج من قبل لجنة معنية تألفت بالمقام الأول من جيسيكا أوتس وراي هيمان. كان هيمان قد أعد تقريراً سابقاً عن غيلر ومعهد ستانفورد للأبحاث قبل عقدين من الزمن، أما أوتس فقد كان وجودها في لجنة المراجعة «محيراً» بالنسبة لعالم النفس ديفيد ماركس نظراً لأنها نشرت أبحاثاً سابقاً بالتعاون مع إدوين ماي. ادعى تقرير أوتس أن النتائج كانت تدل على وجود وفعالية «الوسطاء» ولكن هيمان نقض استنتاجها في تقريره معللاً أن النتائج التي حدثت كانت سابقة لأوانها ولم يتم تكرارها بشكل مستقل. ووفقاً للمراجعات التي تمت للمشروع، فإن «المشاهدة عن بعد» لم تقدم أية معلومة استخباراتية قابلة للتنفيذ، وبناءً على النتائج التي توصلوا لها، أنهت وكالة المخابرات المركزية المشروع الذي بلغت تكلفته 20 مليون دولار، حيث أشارت لعدم وجود أدلة موثقة تدل على أن البرنامج له قيمة للمجتمع الاستخباراتي.
ناقش ديفيد ماركس عيوب مشروع ستارغيت بالتفصيل في كتابه «سيكولوجية علم النفس» الذي نشر في عام 2000، حيث كتب ماركس أنه كان هنالك ستة عيوب في تصميم التجربة، كما لم يستبعد احتمالية وجود تسرب أو إشارات مضللة، بالإضافة لأنه لم يتم إجراء نسخ مماثلة ومستقلة كما تم إجراء بعض التجارب بشكل سري مما جعل مراجعة وتقييم النتائج أمراً مستحيلاً، أشار أيضاً أن وجود إدوين ماي كمحقق رئيسي في المشروع مثّل مشكلة كبيرة حيث بات هنالك تضارباً كبيراً في المصالح بالإضافة للاحتيال والفساد. استنتج ماركس في نهاية الأمر أن المشروع لم يكن سوى عبارة عن «وهم شخصي» حيث فشل على مدار عقدين من البحث بتقديم أي دليل علمي لشرعية ووجود ظاهرة المشاهدة عن بعد.